# ROH World Tag Team Championship

Dustin Rhodes e Sammy Guevara, gli attuali dententori delle cinture

Il ROH World Tag Team Championship è un titolo mondiale di wrestling, appartenente alla categoria tag team della Ring of Honor, ed è detenuto da Dustin Rhodes e Sammy Guevara dal 17 agosto 2024.

## Storia

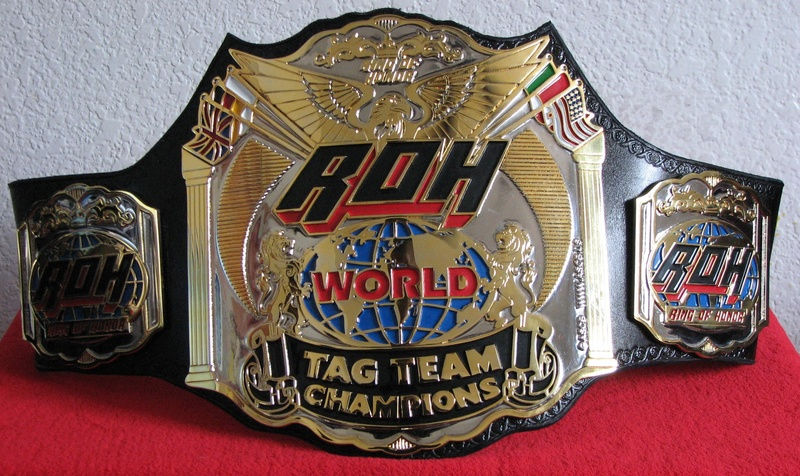
La prima versione della cintura

Il titolo fu introdotto ad Unscripted il 21 settembre 2002 tramite un torneo. Durante questo torneo ROH non aveva le cinture e così presentò i due vincitori (Christopher Daniels e Donovan Morgan) come trofeo stesso ed in seguito il titolo prese il nome di ROH World Tag Team Championship dopo che i campioni Austin Aries e Roderick Strong sconfissero Naruki Doi e Masato Yoshino il 9 luglio 2006 e durante una tournée in Giappone con Dragon Gate.

## Albo d'oro
| Lottatori                                         | Regni | Data              | Luogo            | Note |
| ------------------------------------------------- | ----- | ----------------- | ---------------- | --- |
| Christopher Daniels & Donovan Morgan              | 1     | 21 settembre 2002 | Philadelphia     | The Prophecy sconfisse "The American Dragon" Bryan Danielson & Michael Modest nella finale di un torneo.                   |
| A.J. Styles & Amazing Red                         | 1     | 15 marzo 2003     | Cambridge        | Sconfiggendo Christopher Daniels & Xavier, che sostituiva l'infortunato Donovan Morgan.                                    |
| The Backseat Boyz Johnny Kashmere & Trent Acid    | 1     | 20 settembre 2003 | Philadelphia     | The Backseat Boyz vinsero un gauntlet match contro i Briscoe Brothers, gli Special K e i The Ring Crew Express.            |
| Special K                                         | 1     | 16 ottobre 2003   | Glen Burnie      | |
| The Briscoe Brothers                              | 1     | 1º novembre 2003  | Elizabeth        | |
| The Second City Saints                            | 1     | 24 aprile 2004    | Chicago          | |
| The Prophecy (B.J. Whitmer & Dan Maff)            | 1     | 15 maggio 2004    | Lexington        | |
| Briscoe Brothers                                  | 2     | 15 maggio 2004    | Lexington        | |
| The Second City Saints                            | 2     | 15 maggio 2004    | Lexington        | |
| Ricky Reyes & Rocky Romero                        | 1     | 7 agosto 2004     | Philadelphia     | |
| BJ Whitmer e Dan Maff                             | 2     | 19 febbraio 2005  | Elizabeth        | |
| B.J. Whitmer & Jimmy Jacobs                       | 1     | 2 aprile 2005     | Asbury Park      | Sconfiggendo Jay Lethal & Samoa Joe.                                                                                       |
| The Carnage Crew                                  | 1     | 9 luglio 2005     | New York         | |
| B.J. Whitmer & Jimmy Jacobs                       | 2     | 23 luglio 2005    | Philadelphia     | |
| Sal Rinauro & Tony Mamaluke                       | 1     | 1º ottobre 2005   | New York         | |
| Austin Aries & Roderick Strong                    | 1     | 17 dicembre 2005  | Edison           | |
| Chris Hero & Claudio Castagnoli                   | 1     | 16 settembre 2006 | New York         | |
| Christopher Daniels & Matt Sydal                  | 1     | 25 novembre 2006  | Edison           | |
| Briscoe Brothers                                  | 3     | 24 febbraio 2007  | Chicago          | |
| Naruki Doi & Shingo                               | 1     | 3 marzo 2007      | Liverpool        | |
| Briscoe Brothers                                  | 4     | 30 marzo 2007     | Detroit          | |
| Jimmy Jacobs (3) & Seth RollinsTyler Black        | 1     | 30 dicembre 2007  | New York         | |
| Davey Richards & Rocky Romero                     | 1     | 26 gennaio 2008   | Chicago          | |
| Briscoe Brothers                                  | 5     | 12 aprile 2008    | Edison           | |
| The Age of the Fall                               | 2     | 6 giugno 2008     | Hartford         | Sconfiggono Kevin Steen e El Generico per il titolo vacante                                                                |
| El Generico & Kevin Steen                         | 1     | 19 settembre 2008 | Boston           | |
| Davey Richards & Eddie Edwards                    | 1     | 10 aprile 2009    | Philadelphia     | |
| Briscoe Brothers                                  | 6     | 19 dicembre 2009  | New York         | |
| Kings of Wrestling                                | 2     | 3 aprile 2010     | Charlotte        | |
| Wrestling's Greatest Tag Team                     | 1     | 1º aprile 2011    | Atlanta          | |
| Briscoe Brothers                                  | 7     | 23 dicembre 2011  | New York         | |
| Wrestling's Greatest Tag Team                     | 2     | 12 maggio 2012    | Toronto          | |
| Kenny King & Rhett Titus                          | 1     | 24 giugno 2012    | New York         | |
| Jimmy Jacobs & Steve Corino                       | 1     | 15 settembre 2012 | Chicago          | Vincendo il torneo per la riassegnazione dei titoli vacanti.                                                               |
| Briscoe Brothers                                  | 8     | 16 dicembre 2012  | New York         | In un Triple Treath Tag Team Match che includeva anche Caprice Coleman e Cedric Alexander.                                 |
| reDRagon                                          | 1     | 2 marzo 2013      | Chicago          | |
| Rocky Romero & Alex Koslov                        | 1     | 27 luglio 2013    | Providence       | |
| The American Wolves                               | 2     | 3 agosto 2013     | Toronto          | |
| reDRagon                                          | 2     | 17 agosto 2013    | New York         | |
| The Young Bucks                                   | 1     | 8 marzo 2014      | Chicago          | |
| reDRagon                                          | 3     | 17 maggio 2014    | New York         | |
| Christopher Daniels e Frankie Kazarian            | 1     | 4 aprile 2015     | San Antonio      | |
| Matt Taven e Mike Bennett                         | 1     | 18 settembre 2015 | San Antonio      | In un match che vedeva coinvolti anche gli Young Bucks                                                                     |
| War Machine                                       | 1     | 18 dicembre 2015  | Philadelphia     | |
| The Addiction                                     | 2     | 9 maggio 2016     | Dearborn         | |
| The Young Bucks                                   | 2     | 30 settembre 2016 | Lowell           | In un ladder match che vedeva coinvolti anche i Motorcity Machineguns                                                      |
| The Hardy Boyz                                    | 1     | 4 marzo 2017      | New York         | |
| The Young Bucks                                   | 3     | 1 aprile 2017     | Lakeland         | In un ladder match |
| The Motor City Machine Guns                       | 1     | 22 settembre 2017 | Las Vegas        | |
| The Briscoe Brothers                              | 9     | 9 marzo 2018      | Sunrise Manor    | |
| SoCal Uncensored (Scorpio Sky e Frankie Kazarian) | 1     | 14 ottobre 2018   | Philadelphia     | Era un triple threat tag match che includeva anche gli Young Bucks                                                         |
| The Briscoes                                      | 10    | 14 dicembre 2018  | New York         | Era un ladder match che includeva anche gli Young Bucks                                                                    |
| Brody King e PCO                                  | 1     | 15 marzo 2019     | Sunrise Manor    | In uno Street fight match                                                                                                  |
| Guerrillas of Destiny                             | 1     | 6 aprile 2019     | New York         | Era un match a 4 coppie che includeva anche i Briscoes, Evil e Sanada. Anche gli IWGP Tag Team Championship erano in palio |
| The Briscoes                                      | 11    | 20 luglio 2019    | New York         | |
| Jay Lethal e Jonathan Gresham                     | 1     | 13 dicembre 2019  | Baltimora        | |
| Dragon Lee e Kenny King                           | 1     | 27 febbraio 2021  | Baltimora        | |
| Rhett Titus e Tracy Williams                      | 1     | 26 marzo 2021     | Baltimora        | |
| Chris Dickinson e Homicide                        | 1     | 11 luglio 2021    | Baltimora        | In un Fight Without Honor match                                                                                            |
| Dragon Lee e Kenny King                           | 2     | 11 settembre 2021 | Baltimora        | |
| Mike Bennett e Matt Taven                         | 2     | 14 novembre 2021  | Baltimora        | |
| The Briscoes                                      | 12    | 11 dicembre 2021  | Baltimora        | |
| FTR                                               | 1     | 1º aprile 2022    | Garland          | |
| The Briscoes                                      | 13    | 10 dicembre 2022  | Arlington        | |
| Vacante                                           | —     | 31 marzo 2023     | —                | Titolo reso vacante in seguito alla morte di Jay Briscoe                                                                   |
| Lucha Brothers                                    | 1     | 31 marzo 2023     | Los Angeles      | I Lucha Brothers hanno sconfitto gli Aussie Open, il Kingdom, i Top Flight e La Facción Ingobernable in un ladder match    |
| Aussie Open                                       | 1     | 21 luglio 2023    | Trenton          | |
| Adam Cole e Maxwell Jacob Friedman                | 1     | 27 agosto 2023    | Londra           | |
| Matt Taven e Mike Bennett                         | 3     | 27 dicembre 2023  | Orlando          | In un handicap match contro MJF                                                                                            |
| Dustin Rhodes e Sammy Guevara                     | 1     | 17 agosto 2024    | Arlington, Texas | |